# بيرثي كيير
بيرثي كيير (بالدنماركية: Birthe Kjær)‏ هي مغنية دنماركية، ولدت في 1 سبتمبر 1948 في آرهوس في الدنمارك.

## وصلات خارجية
- الموقع الرسمي
- بيرثي كيير على موقع IMDb (الإنجليزية)
- بيرثي كيير على موقع ميوزك برينز (الإنجليزية)
- بيرثي كيير على موقع أول ميوزيك (الإنجليزية)
- بيرثي كيير على موقع ديسكوغز (الإنجليزية)
- بيرثي كيير على موقع قاعدة بيانات الفيلم (الإنجليزية)